# ジョゼ・オスカー・ベルナルディ
ジョゼ・オスカー・ベルナルディ（José Oscar Bernardi、1954年6月20日 - ）は、ブラジル・ミナスジェライス州出身の元サッカー選手、サッカー指導者。ポジションはディフェンダー。元ブラジル代表。オスカル、オスカールと表記されることもある。

## 経歴
ブラジル代表として1978年、1982年、1986年と3度のワールドカップに出場し主将も務めた。1978年大会では、2次リーグにおいて最終節で得失点差でアルゼンチンに逆転され、決勝進出を逃した。1982年大会の1次リーグ、スコットランド戦ではヘディングでゴールを決めた。
クラブではブラジル国内でのプレーを経て、1978年から約1年間ニューヨーク・コスモスでプレー、リーグ制覇を果たした。1980年にサンパウロFCに移籍、約8シーズンに渡りキャプテンとしてプレー、ウルグアイ代表のダリオ・ペレイラと鉄壁のDFラインを形成し、州の選手権では4度優勝、1986年にはブラジル全国選手権制覇に貢献した。
1987年、加茂周監督が自ら交渉にあたり、日産自動車サッカー部（現在の横浜F・マリノス）に移籍した。攻守に活躍しただけでなく、クラブにプロ意識を与え、日産のサッカーを大きく変えるなど、チームに計り知れない好影響を与えた。1988-89シーズンには日本サッカーリーグ、天皇杯、JSLカップの三冠達成に貢献、リーグ年間最優秀選手に選ばれた。
1989年に現役引退し、加茂前監督から譲られる形で同クラブの監督に就任。当時の日本国内では珍しかったフィジカルコーチの招聘や､戦術面では3-5-2システムを採用するなど新しい試みを実践しながら翌年も三冠を達成した。1991-92シーズン、前半戦では低迷したため、これまでレギュラーであった木村和司や水沼貴史をベンチに置くなどのテコ入れを図り、最終的にリーグ戦では2位まで持ち直した。その後、ブラジル国内のクラブ等を渡り歩き、1995年に当時JFL所属でJリーグへの昇格を目指していた京都パープルサンガの監督に就任した。その年に京都をJリーグ昇格に導いたが、1996年の京都Jリーグ初年度は開幕からリーグ戦15連敗(カップ戦も含めると17連敗)を喫し､シーズン途中で解任された。
オスカーはJリーグ開始以前に世界トップクラスの現役選手が日本のクラブでプレーした初めてのケースであり、その先駆者である。帰国後は、ブラジル国内でサッカースクールを運営している｡

## その他
雑誌『ストライカー』において、オスカーが解説するスーパースターの究極テクという連載をしていた。カレッカ、ロジェ・ミラなど。
加茂周はオスカーについて、「こんな素晴らしい人間性の人間が居ると思わなかった。温厚、紳士、最高の人間である。」と評価していた。

## 個人成績
| 国内大会個人成績 | 国内大会個人成績 | 国内大会個人成績 | 国内大会個人成績 | 国内大会個人成績             | 国内大会個人成績 | 国内大会個人成績 | 国内大会個人成績  | 国内大会個人成績 | 国内大会個人成績 | 国内大会個人成績 | 国内大会個人成績 |
| 年度             | クラブ           | 背番号           | リーグ           | リーグ戦                     | リーグ戦         | リーグ杯         | リーグ杯          | オープン杯       | オープン杯       | 期間通算         | 期間通算         |
| 年度             | クラブ           | 背番号           | リーグ           | 出場                         | 得点             | 出場             | 得点              | 出場             | 得点             | 出場             | 得点             |
| 日本             | 日本             | 日本             | 日本             | リーグ戦                     | リーグ戦         | JSL杯            | JSL杯             | 天皇杯           | 天皇杯           | 期間通算         | 期間通算         |
| ---------------- | ---------------- | ---------------- | ---------------- | ---------------------------- | ---------------- | ---------------- | ----------------- | ---------------- | ---------------- | ---------------- | ---------------- |
| 1987-88          | 日産             | 20               | JSL1部           | 22                           | 2                | 0                | 0                 |                  |                  |                  |                  |
| 1988-89          | 日産             | 20               | JSL1部           | 20                           | 3                | 5                | 1                 |                  |                  |                  |                  |
| 通算             | 日本             | 日本             | JSL1部           | 42                           | 5                | 5                | 1\|\|\|\|\|\|\|\| |                  |                  |                  |                  |
| 総通算           | 総通算           | 総通算           | 総通算           | \|\|\|\|\|\|\|\|\|\|\|\|\|\| |                  |                  |                   |                  |                  |                  |                  |

## 代表歴
- 1978年 - 1986年 ブラジル代表
  - 1978年 - W杯アルゼンチン大会 (3位)
  - 1982年 - W杯スペイン大会
  - 1986年 - W杯メキシコ大会

### 試合数
- 国際Aマッチ 59試合 2得点（1978年-1986年）[13]

| ブラジル代表 | 国際Aマッチ | 国際Aマッチ |
| 年           | 出場        | 得点        |
| ------------ | ----------- | ----------- |
| 1978         | 11          | 0           |
| 1979         | 1           | 0           |
| 1980         | 4           | 0           |
| 1981         | 13          | 0           |
| 1982         | 11          | 1           |
| 1983         | 0           | 0           |
| 1984         | 2           | 0           |
| 1985         | 11          | 0           |
| 1986         | 6           | 1           |
| 通算         | 59          | 2           |

## 監督成績
| 年度    | 所属   | クラブ | リーグ戦 | リーグ戦 | リーグ戦 | リーグ戦 | リーグ戦 | リーグ戦 | カップ戦         | カップ戦 |
| 年度    | 所属   | クラブ | 順位     | 試合     | 勝点     | 勝       | 分       | 敗       | JSL杯/ナビスコ杯 | 天皇杯   |
| ------- | ------ | ------ | -------- | -------- | -------- | -------- | -------- | -------- | ---------------- | -------- |
| 1989-90 | JSL1部 | 日産   | 優勝     | 22       | 47       | 14       | 5        | 3        | 優勝             | 優勝     |
| 1990-91 | JSL1部 | 日産   | 2位      | 22       | 42       | 11       | 9        | 2        | 優勝             | 準優勝   |
| 1995    | 旧JFL  | 京都   | 2位      | 30       | 70       | 23       | -        | 7        | -                | 1回戦    |
| 1996    | J      | 京都   | -        | 15       | 0        | 0        | -        | 15       | -                | -        |

## タイトル

### 選手時代
サンパウロFC
- カンピオナート・パウリスタ:4回（1980、1981、1985、1987）
- カンピオナート・ブラジレイロ・セリエA:1回（1986）

日産自動車サッカー部
- 日本サッカーリーグ1部:1回（1988-89）
- 天皇杯全日本サッカー選手権大会:1回（1988-89）
- JSLカップ:1回（1988）

個人
- ボラ・デ・プラタ:1回（1977）
- 日本年間最優秀選手賞:1回 (1988)
- JSLベスト11:2回（1987-88, 1988-89）

### 指導者時代
日産自動車サッカー部
- 日本サッカーリーグ1部:1回（1989-90）
- 天皇杯全日本サッカー選手権大会:2回（1989-90）
- JSLカップ:2回（1989、1990）